# Універсум (математика)
У математиці, в областях теорії множин, теорії категорій, теорії типів і основах математики, універсум — це сукупність, яка містить усі сутності, які розглядатимуться в даній ситуації.
У теорії множин, універсуми, зазвичай, класи, які містять (як елементи) усі множини, для яких доводиться певна теорема. Ці класи можуть служити внутрішніми моделями для різних аксіоматичних систем, таких як ZFC, або теорія множин Морса-Келлі.
Універсум надзвичайно важливий в теорії категорій. Наприклад, канонічним прикладом категорії є Set — категорія всіх множин, яка не може бути формалізована в теорії множин, без поняття універсуму.
У теорії типів, універсум — це тип, елементи якого є типи.

## У заданому контексті
Зазвичай, найпростішим випадком є коли розглядають проблему на деякій множині і універсумом вважають множину її підмножин.

## У звичайній математиці
...

## У теорії множин
...

## У численні предикатів
...

## У теорії категорій
...

## У теорії типів
...